# Vradiivka, Ucraina
Vrabie (în ucraineană Врадіївка, transliterat Vradiivka) este așezarea de tip urban de reședință a raionului Vradiivka din regiunea Mîkolaiiv, Ucraina. În afara localității principale, nu cuprinde și alte sate.

## Demografie
Componența lingvistică a așezării de tip urban Vradiivka
     Ucraineană (97,47%)
     Rusă (1,89%)
     Alte limbi (0,55%)
Conform recensământului din 2001, majoritatea populației așezării de tip urban Vradiivka era vorbitoare de ucraineană (97,47%), existând în minoritate și vorbitori de rusă (1,89%).